# Championnats d'Afrique de judo 2009
Navigation
Édition précédente Édition suivante
Les Championnats d'Afrique de judo 2009 sont la 30e édition de cette compétition. Ils ont été disputés  du 27 au 2 mai 2009 à Port-Louis en Île Maurice. Ils ont été remportés par  l'Égypte  qui a devancé l'Algérie au nombre de médailles d'argent obtenues et la Tunisie, habituel animateur des championnats d'Afrique qui s'est contentée de 3 médailles d'or dont deux grâce à Nihel Chikhrouhou. Islam Shehaby est le plus titré de la compétition avec 3 médailles d'or (deux individuelles et une par équipe suivi de Chikhrouhou(2 médailles d’or et 1 médaille d'argent par équipe). A remarquer que l'Égypte a obtenu  ses 5 médailles d'or grâce à son équipe masculine, alors que l'Algérie a obtenu ses 5 médailles d'or grâce à son équipe féminine.

## Tableau des médailles
Le tableau des médailles officiel ne prend pas en compte les deux compétitions par équipes.
| Rang  | Nation                           | Or | Argent | Bronze | Total |
| ----- | -------------------------------- | -- | ------ | ------ | ----- |
| 1     | Égypte                           | 5  | 4      | 5      | 14    |
| 2     | Algérie                          | 5  | 2      | 5      | 12    |
| 3     | Tunisie                          | 3  | 3      | 4      | 10    |
| 4     | Maroc                            | 2  | 2      | 2      | 6     |
| 5     | Sénégal                          | 1  | 1      | 0      | 2     |
| 6     | Cameroun                         | 0  | 1      | 3      | 4     |
| 7     | Maurice                          | 0  | 1      | 2      | 3     |
| 8     | Libye                            | 0  | 1      | 1      | 2     |
| -     | Afrique du Sud                   | 0  | 1      | 1      | 2     |
| 10    | République du Congo              | 0  | 0      | 2      | 2     |
| -     | Gabon                            | 0  | 0      | 2      | 2     |
| -     | Madagascar                       | 0  | 0      | 2      | 2     |
| 13    | Burkina Faso                     | 0  | 0      | 1      | 1     |
| -     | Côte d'Ivoire                    | 0  | 0      | 1      | 1     |
| -     | République démocratique du Congo | 0  | 0      | 1      | 1     |
| Total | Total                            | 16 | 16     | 32     | 64    |

## Podiums

### Femmes
| Épreuves                          | Or                       | Argent                 | Bronze                                          |
| --------------------------------- | ------------------------ | ---------------------- | ----------------------------------------------- |
| Moins de 48 kg poids super-légers | Meriem Moussa (ALG)      | Chahnez M'barki (TUN)  | Mahiteb Farouk (EGY) Christianne Legentil (MRI) |
| Moins de 52 kg poids mi-légers    | Ratiba Tariket (ALG)     | Nina Langenhoven (RSA) | Amani Khalfaoui (TUN) Hanane Kerroumi (MAR)     |
| Moins de 57 kg poids légers       | Lila Latrous (ALG)       | Hajer Barhoumi (TUN)   | Séverine Nebie (BUR) Fatima Zahra Chakir (MAR)  |
| Moins de 63 kg poids mi-moyens    | Fary Seye (SEN)          | Aida Mezerna (ALG)     | Ayah Mohamed Emad (EGY) Audrey Catherine (MRI)  |
| Moins de 70 kg poids moyens       | Kahina Hadid (ALG)       | Sarra Wahid (EGY)      | Monica Bwanga Misenga (CGO) Asma Bjaoui (TUN)   |
| Moins de 78 kg poids mi-lourds    | Rachida Ouerdane (ALG)   | Samar Salah (EGY)      | Christelle Okodombe (CMR) Houda Miled (TUN)     |
| Plus de 78 kg poids lourds        | Nihel Cheikhrouhou (TUN) | Aminata Diatta (SEN)   | Samah Ramadan (EGY) Rania El Kilali (MAR)       |
| Open kg Toutes catégories         | Nihel Chikhrouhou (TUN)  | Samah Ramadan (EGY)    | Amina Temmar (ALG) Christelle Okodombe (CMR)    |

### Hommes
| Épreuves                          | Or                          | Argent                         | Bronze                                                     |
| --------------------------------- | --------------------------- | ------------------------------ | ---------------------------------------------------------- |
| Moins de 60 kg poids super-légers | Alae Idrissi (MAR)          | Mohamed Elhadi Elkawesah (LBA) | Ahmed Awad (EGY) Elie Norbert (MAD)                        |
| Moins de 66 kg poids mi-légers    | Amin El Hady (EGY)          | Rachid Rguig (MAR)             | Tageot Rafaeliarison (MAD) Mohamed Boughorfa (ALG)         |
| Moins de 73 kg poids légers       | Seifeddine Ben Hassen (TUN) | Paulin Mc Leon (MRI)           | Noureddine Yagoubi (ALG) Hussein Hafiz (EGY)               |
| Moins de 81 kg poids mi-moyens    | Safouane Attaf (MAR)        | Hatem Abdelakher (EGY)         | Mohamed Fadhel Ghazouani (TUN) Hugues Davy Moussavou (GAB) |
| Moins de 90 kg poids moyens       | Hesham Mesbah (EGY)         | Dieudonné Dolassem (CMR)       | Patrick Trezise (RSA) Lyes Bouyakoub (ALG)                 |
| Moins de 100 kg poids mi-lourds   | Ramadan Darwish (EGY)       | Hassan Azzoun (ALG)            | Ndibu Mushi (CGO) Mohamed Bensalah (LBA)                   |
| Plus de 100 kg poids lourds       | Islam El Shehaby (EGY)      | Anis Chedly (TUN)              | Amar Belgacem (ALG) Cédric Mandembo Kebika (COD)           |
| Open kg Toutes catégories         | Islam El Shehaby (EGY)      | Mohamed Merbah (MAR)           | Wilfrid Minkoe (GAB) Franck Martial Moussima Ewane (CMR)   |

### Par équipes
| Épreuves | Or      | Argent  | Bronze        |
| -------- | ------- | ------- | ------------- |
| Hommes   | Égypte  | Algérie | Tunisie Maroc |
| Femmes   | Algérie | Tunisie | Égypte Maroc  |